# عمارت‌های سبز
عمارت‌های سبز (انگلیسی: Green Mansions) فیلمی در ژانر رمانتیک به کارگردانی مل فرر است که در سال ۱۹۵۹ منتشر شد.

## موضوع اصلی
پس از تصرف کاراکاس توسط  شورشیان  ، ونزوئلا ، جوانی به نام هابیل (آنتونی پرکینز) به سختی از کاراکاس فرار می کند. او تصمیم به انتقام میگیرد ، زیرا پدرش ، وزیر جنگ سابق ، در این شورش کشته می شود. وی پس از تهیه لوازم ، با قایق  به ساحل دورتر می رود ، جایی که تقریباً توسط یک جگوار  کشته می شود ، اما توسط بومیان نجات می یابد. هابیل بعد از بهبودی وارد جنگلی میشود و در آناج با دختری به نام ریما آشنا می شود . و بعد از فراز و فرود ها در نهایت زندگی مشترک خود را با ریما در جگل شروع میکند .

## بازیگران
- آنتونی پرکینز
- آدری هپبورن
- لی جی. کاب
- سه‌سوئه هایاکاوا
- هاردینگ سیلوا
- نحمیا پرسوف